# الورم الحليمي القنوي في الثدي

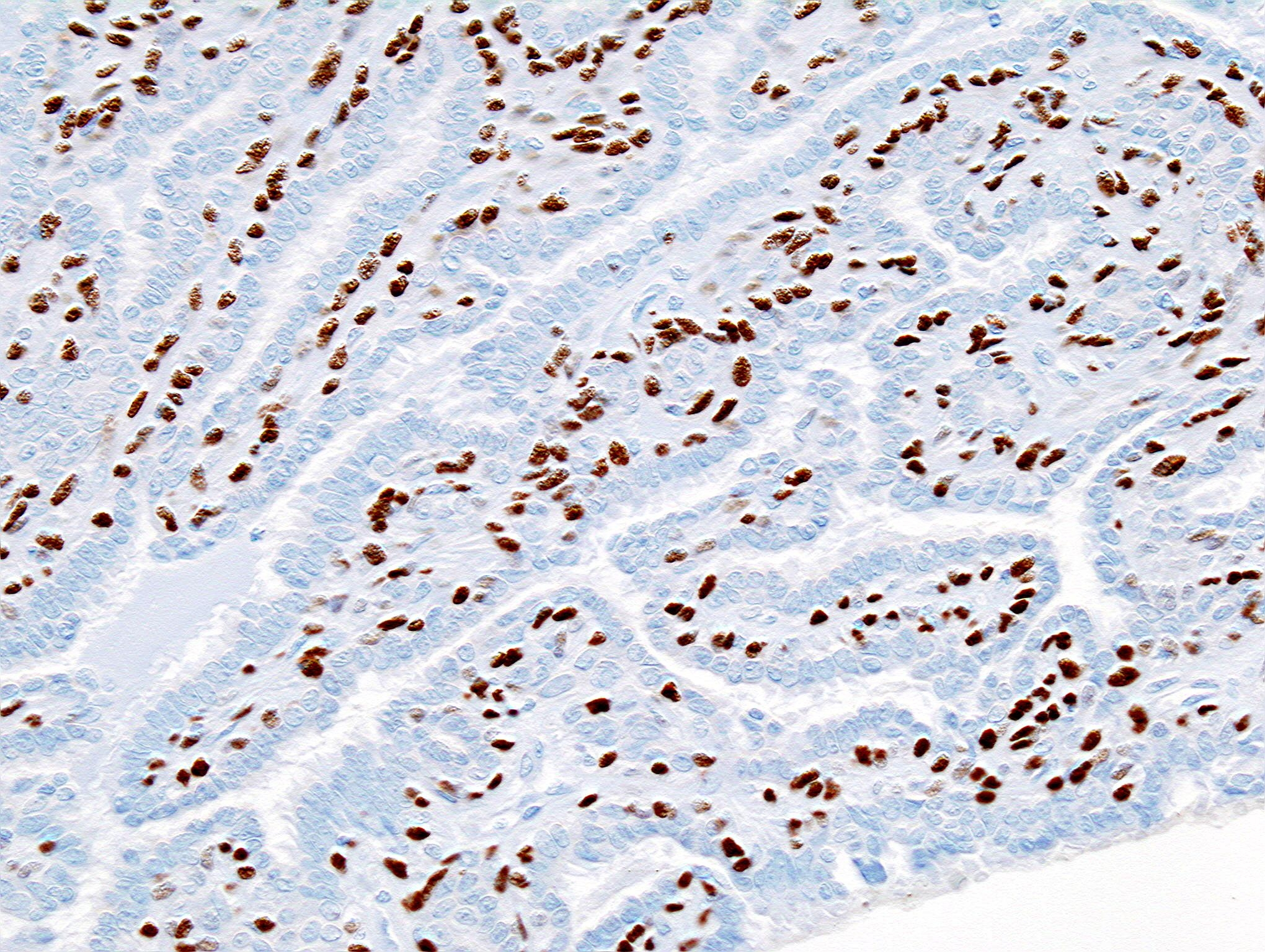
التشريح المرضي لورم الحليمات في الثدي عن طريق أخذ خزعة. صبغة مناعية لبروتين P63.

الورم الحليمي القنوي في الثدي هو ورم حميد يحدث في ما يقرب من 2-3 ٪ في البشر.

## أنواعه
هناك نوعان من الأورام الحليمية القنوية يتميزان بشكل عام.
- النوع المركزي الذي يتطور بالقرب من الحلمة. وهي عادة ما تكون انفرادية وغالبا ما تنشأ في الفترة القريبة من انقطاع الطمث.
- النوع الطرفي وغالبا ما يكون متعدد وينشأ في أطراف الثديين، وعادة ما يوجد في النساء الأصغر سنا. ويرتبط النوع الطرفي بزيادة مخاطر الورم الخبيث.[2]

## التشخيص
تعد الأورام الحليمية القنوية هي السبب الأكثر شيوعًا لإفرازات حلمة الثدي الدموية لدى النساء اللواتي تتراوح أعمارهن بين 20 و 40 عامًا ولا تظهر عمومًا في التصوير الشعاعي للثدي بسبب صغر حجمها. قد تكون قابلة للاكتشاف على الموجات فوق الصوتية. أ جالاكتوجرام هو الاختبار الأكثر دقة ولكنه يحدث نوعا من التداخل.غالباً ما تكون التجمعات الورمية صغيرة جداً بحيث لا يمكن الشعور بها أو ملاحظتها. لذلك يصبح من الضروري الاستئصال في بعض الأحيان. أي الاستئصال الجزئي للصدر (إزالة قناة الثدي) و هو العلاج المختار.

## صور إضافية

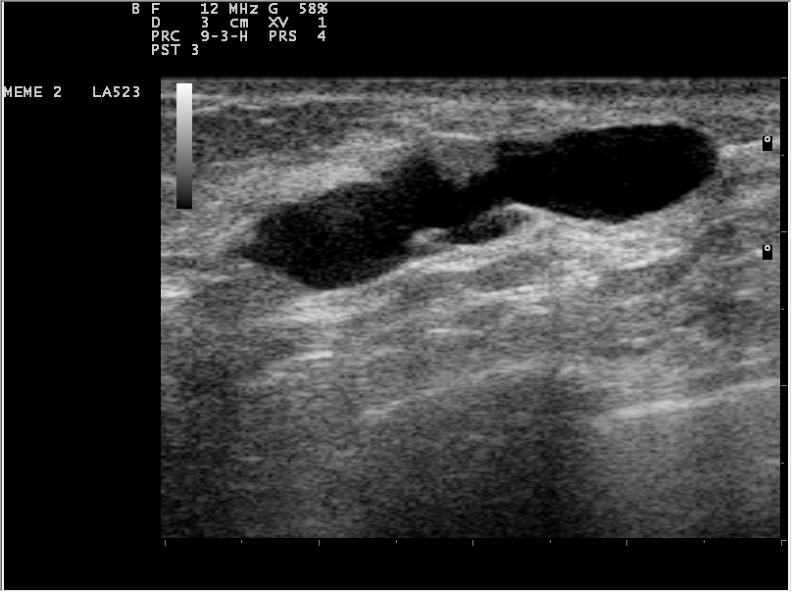

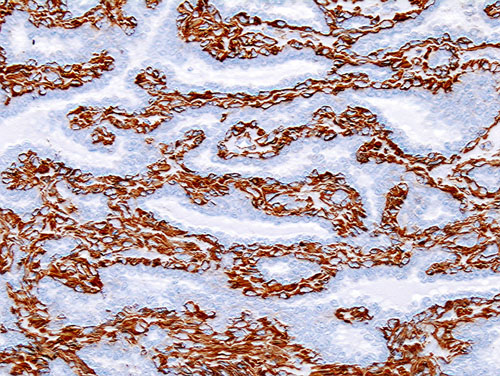
التشريح المرضي لورم الحليمات من الثدي عن طريق أخذ خزعة. صبغة مناعية لأكتين العضلات الملساء ألفا.

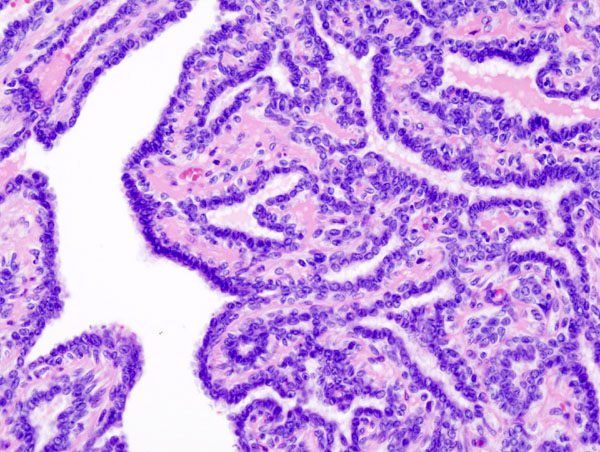
التشريح المرضي لورم الحليمات من الثدي عن طريق أخذ خزعة. صبغة هيماتوكسيلين وإيوسين.

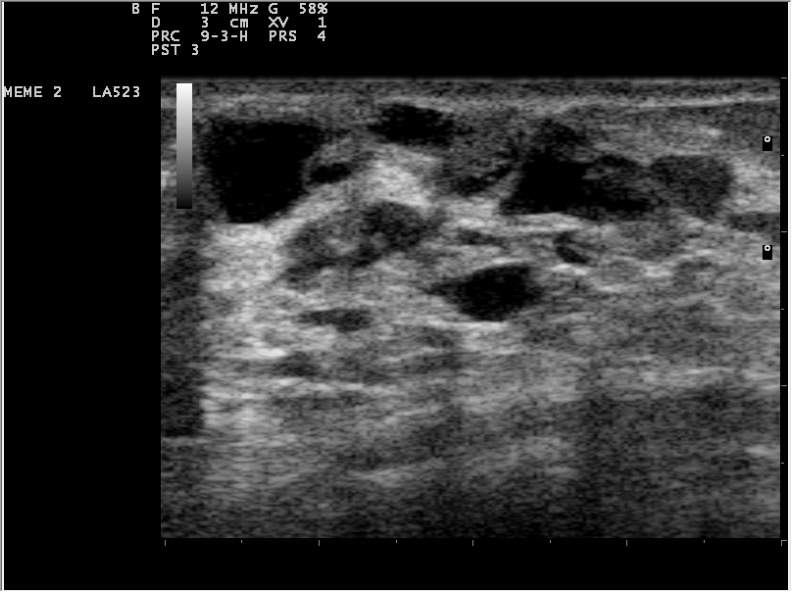